# رحمانیه قبلی، قنا
رحمانیه قبلی (به عربی: الرحمانية قبلي)، روستایی از توابع نجع حمادی در استان قنا و کشور مصر است.

## جمعیت
براساس سرشماری سال ۲۰۰۶ مصر، جمعیت آن ۲۶۰۲۹ نفر(۱۲۳۷۲ مرد و ۱۳۶۵۷ زن) بوده‌است.